# Erster Weltkrieg in Persien
Der Erste Weltkrieg in Persien war ein Nebenkriegsschauplatz des Ersten Weltkriegs. Die Kampfhandlungen griffen Ende 1914 auf das Gebiet des neutralen Persien bzw. Iran über und dauerten in der Folge bis 1921 an. Auf Seiten der Entente nahmen Truppen des britischen Empire und des Russischen Kaiserreiches teil. Seitens der Mittelmächte waren in erster Linie osmanische Truppen sowie deutsche und österreichische Offiziere beteiligt, die als Militärberater persische Truppenteile befehligten. Das einheimische Militär, vor allem die persische Kosakenbrigade und die persische Gendarmerie, kämpfte gegen die russischen und britischen Einheiten. Irreguläre Stammesmilizen griffen regional in die Auseinandersetzungen ein.
Nach der Oktoberrevolution in Russland wurden die Kämpfe 1917 von russischer Seite im Rahmen des Friedensvertrages von Brest-Litowsk zunächst eingestellt. Die folgenden Kampfhandlungen zwischen osmanischen und armenischen Truppen bezogen weiterhin Teile Westpersiens ein. 1918 besetzten britische Einheiten, die durch Persien bzw. Iran zum Kaukasus marschiert waren, den russischen Teil Aserbaidschans. Mit dem Waffenstillstand von Mudros endeten die Kämpfe zwischen den osmanischen und britischen Einheiten. Allerdings griff der russische Bürgerkrieg auf Gebiete im Norden Persiens über. An diesen Gefechten waren Einheiten Großbritanniens, der russischen Weißen wie der Roten Armee, persische Freischärler und reguläre persischen Einheiten beteiligt.
Diese militärischen Auseinandersetzungen führten am 21. Februar 1921 zu einem Putsch angeführt von Seyyed Zia al Din Tabatabai und Reza Khan, einem damals noch unbekannten Kommandeur einer Einheit der Persischen Kosakenbrigade. Nach der Unterzeichnung des Sowjetisch-persischen Freundschaftsvertrages vom 25. Februar 1921 zogen sich die sowjetischen Einheiten aus dem Norden Irans zurück. Die britischen Einheiten hatten sich bereits in das Staatsgebiet des heutigen Iraks abgesetzt.

## Ausgangslage

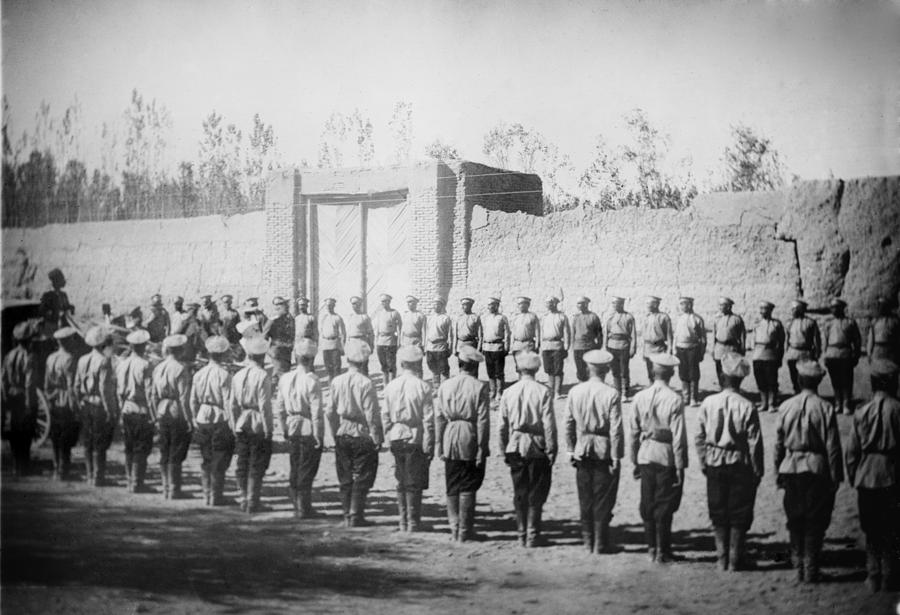
Russische Truppen in Iran, 1911

Im Dezember 1911 war das iranische Parlament durch das Eingreifen russischer Truppen und den erzwungenen Rücktritt des in Diensten des iranischen Parlaments stehenden US-amerikanischen Schatzmeisters Morgan Shusters aufgelöst worden. Die russischen Truppen hatten sich nach mehr als zwei Jahren Besatzung der nördlichen Landeshälfte Irans ins persische Aserbaidschan zurückgezogen, so dass man im Januar 1914 mit den Parlamentswahlen in Teheran und den iranischen Provinzen beginnen konnte. Die Wahlen zogen sich monatelang hin, bis am 5. Dezember 1914 erstmals das neue Parlament zusammentreten konnte.
Während in Teheran ein Stück politischer Normalität eingekehrt war, hatte im August 1914 in Europa der Erste Weltkrieg begonnen. In Teheran war man hiervon zunächst nicht weiter berührt, erschien es doch wichtiger, den Staat aufzubauen, den sich die Politiker der Konstitutionellen Revolution 1906 erträumt hatten. Die Auseinandersetzungen mit Mohammed Ali Schah gehörten endgültig der Vergangenheit an. Die konstitutionelle Monarchie mit Ahmad Schah an der Spitze schien sich zu festigen. Mit Hassan Mostofi war ein allseits respektierter Premierminister ins Amt gekommen, der als erstes versuchte, die Abhängigkeit Irans von Großbritannien und Russland zu mildern, in dem er die Beziehungen zu Deutschland zu beleben versuchte.
Ahmad Schah erklärte in einem am 1. November 1914 herausgegebenen Dekret die strikte Neutralität Irans. Der Neutralitätserklärung war eine Anfrage des Premierministers beim türkischen Botschafter in Teheran vorausgegangen, ob die Türkei eine offiziell ausgesprochene Neutralität Irans respektieren würde. Die Antwort des türkischen Botschafters war enttäuschend: Da russische Truppen in Aserbaidschan stationiert seien, sehe er kaum eine Möglichkeit, Iran als neutral zu betrachten. Die ebenfalls kontaktierten Botschafter Russlands und Großbritanniens begrüßten die Neutralitätserklärung. Die Russen waren allerdings nicht bereit, ihre Truppen aus Iran abzuziehen, da sie fürchteten, dass dann die türkischen Truppen erst recht in das Land einmarschieren würden. Trotz der geringen Aussicht auf Erfolg erklärte die iranische Regierung die Neutralität ihres Landes in den sich abzeichnenden kriegerischen Auseinandersetzungen. Sie forderte die Konfliktparteien auf, diese Position Irans zu respektieren.

## Beginn der Feindseligkeiten

### Osmanische Truppen besetzen Täbris und Urmia

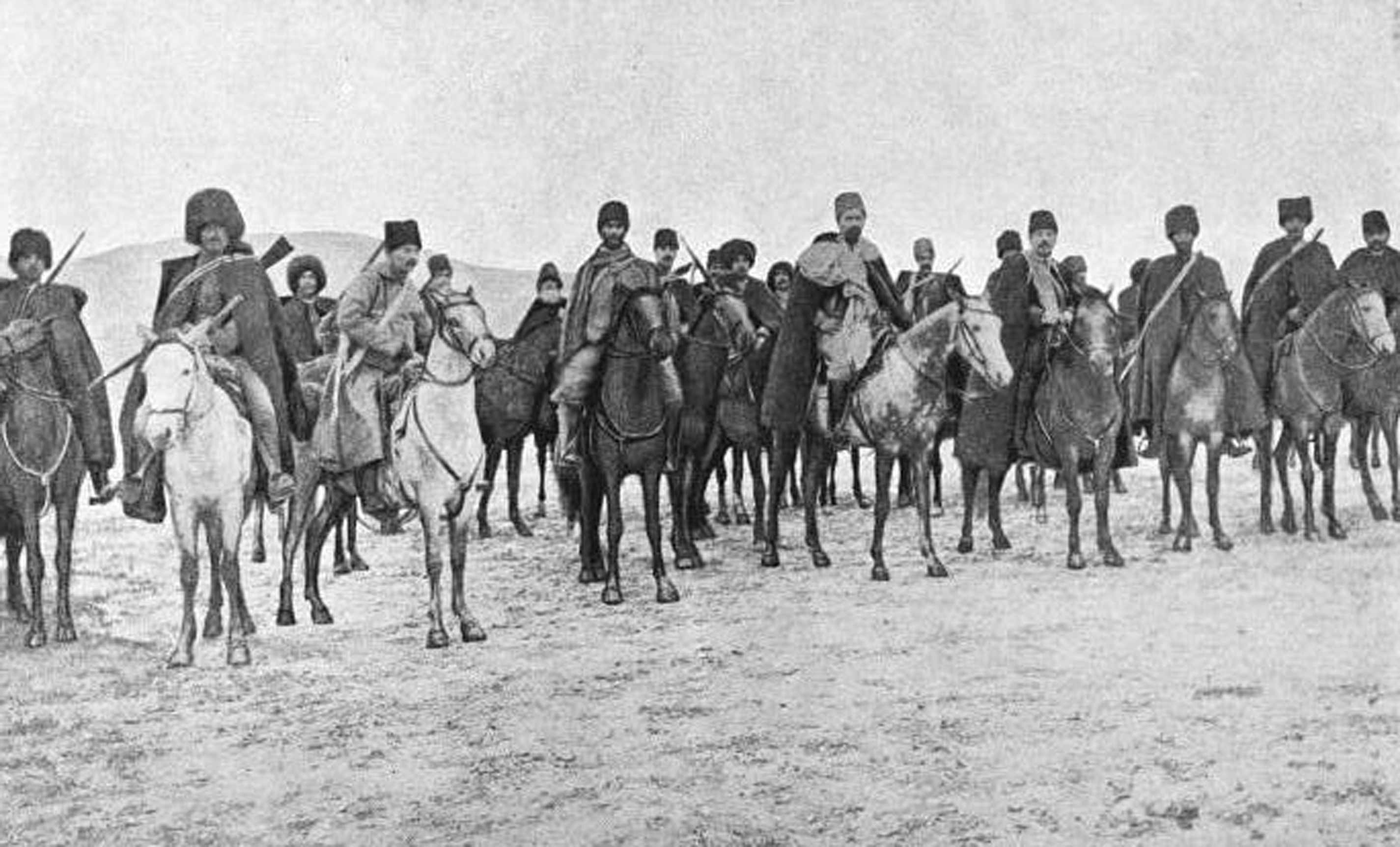
Armenische Freiwillige (1914)

Die Lage in Iran änderte sich schlagartig im November 1914. Das osmanische Reich trat an der Seite der Mittelmächte in den Krieg ein und türkische Truppen besetzten im Januar 1915 weite Teile des Nordwestiran. Vorausgegangen war ein im November 1914 erfolgter Angriff russischer Truppen auf osmanische Grenzposten auf Zivin, Doğubeyazıt und Diyadin (Bergmann-Offensive), die im Dezember 1914 zur Schlacht von Sarıkamış führte und mit einer vernichtenden Niederlage der Türken endete. Russische Kräfte waren aus Aserbaidschan abgezogen und an die Front bei Sarıkamış verlegt worden. Türkische Truppen marschierten daraufhin in den Nordwesten Irans ein und besetzten Täbris und Urmia.
Iran bat die US-amerikanische Regierung um Unterstützung bei dem Bemühen, die Feindseligkeiten nicht auf iranisches Gebiet übergreifen zu lassen. Am 11. November 1914 sagte die US-Regierung zu, die neutrale Haltung Irans zu unterstützen. Allerdings war es offensichtlich, dass die kämpfenden Parteien die Neutralität nicht respektieren würden. Teile der russischen Truppen, die 1911 bei dem Putschversuch Mohammed Ali Schahs in Iran einmarschiert waren, waren noch immer im Norden Irans und in Teheran stationiert. Später marschierten britische Verbände im Süden ein und begannen die South Persia Rifles aufzubauen, eine unter britischem Kommando stehende persische Einheit zum Schutz der Ölanlagen der Anglo-Persian Oil Company in Abadan. Dann rückten auch noch türkische Truppen in den Norden und Westen Irans ein.

### Die Niedermayer-Hentig-Expedition
Deutschland hatte im September 1914 die Niedermayer-Hentig-Expedition entsandt, der sich Wilhelm Wassmuss anschloss. Oskar von Niedermayer und Werner Otto von Hentig sollten Iran und Afghanistan auf die Seite der Mittelmächte ziehen und gegen britische Einheiten losschlagen. Wassmuss, der bis 1914 Konsul in Buschehr gewesen war, eilte in den Süden Irans zu den Kaschgai und organisierte dort den Widerstand gegen die Briten. Koordiniert wurden diese Aktivitäten zunächst von der Nachrichtenstelle für den Orient.
Der türkische Oberbefehlshaber Enver Pascha vertrat die Auffassung, dass man die russischen Truppen, die in den iranischen Städten stationiert waren, leicht schlagen könne, und dass damit der Weg nach Aserbaidschan und die Ölfelder am Kaspischen Meer sowie nach Zentralasien und Indien offen wäre. Enver Pascha galt als Verfechter des Panturanismus, einer nationalistischen Bewegung, die alle Turkvölker vereinen wollte.

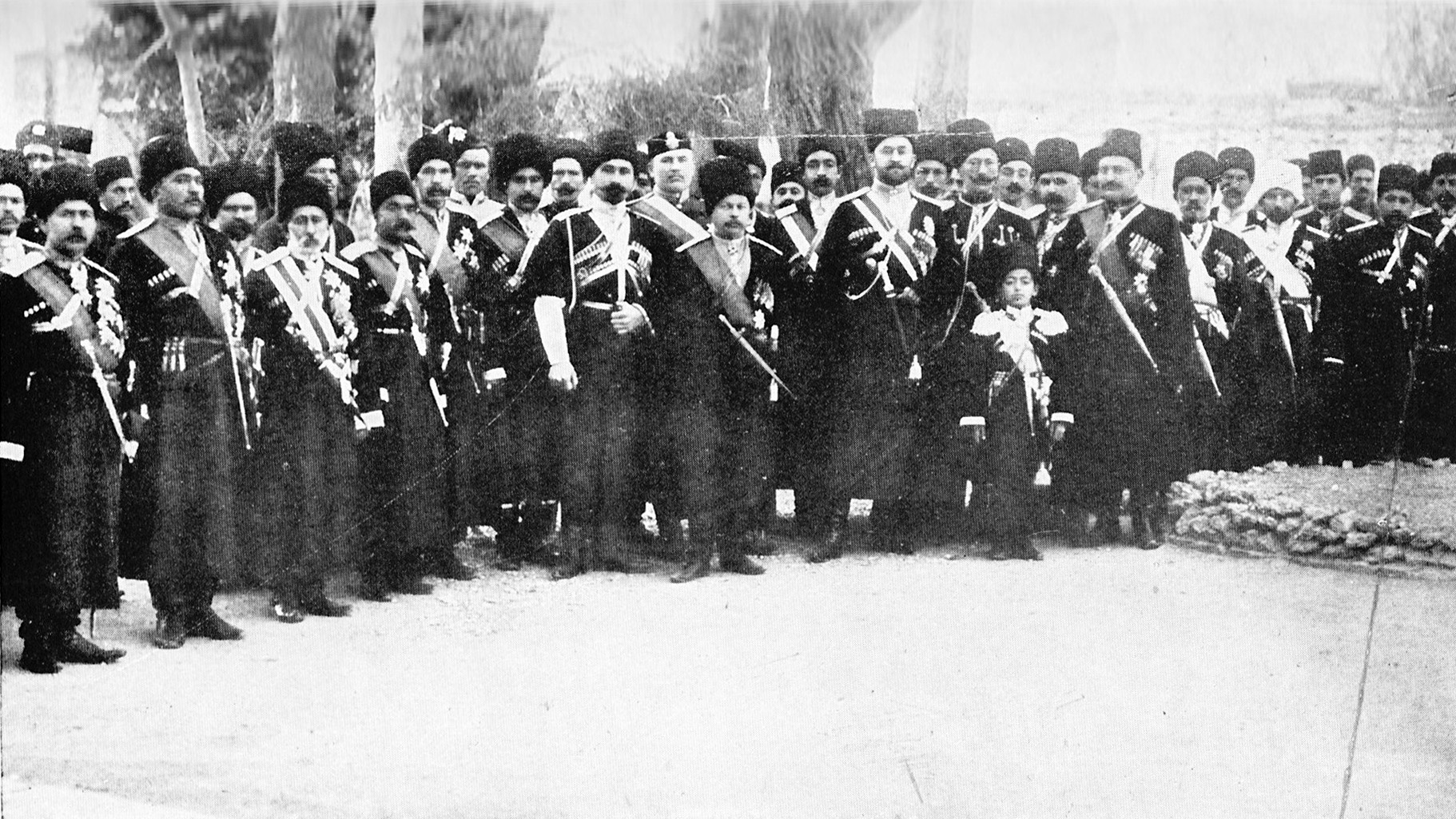
Persische Kosakenbrigade

Iran hatte aus militärischer Sicht diesen strategischen Überlegungen wenig entgegenzusetzen. Eine nationale Armee gab es nicht. Die kleine, von russischen Offizieren geführte persische Kosakenbrigade und die von schwedischen Offizieren geführte persische Gendarmerie, die sich erst seit 1911 in Aufbau befand, waren keine ernst zu nehmenden Gegner für die Armeen der Türken, Russen und Briten. Zum Vergleich: Iran hatte zur Zeit des Ersten Weltkriegs ungefähr 20 Mio. Einwohner. In den Städten wohnte nur eine Minderheit. So hatte Teheran 280.000, Täbris 200.000, Isfahan 80.000, Maschhad, Kerman 60.000 und Yazd 45.000 Einwohner. Hinzu kam, dass russische Truppen bereits vor dem Ausbruch der Feindseligkeiten in weiten Teilen des Nordens standen: Täbris war während der konstitutionellen Revolution zur Unterstützung Mohammed Ali Schahs 1909 von regulären russischen Truppen besetzt worden, Urmia und Choy folgten 1910. Nach dem Ende der konstitutionellen Revolution 1911 hatten sich die russischen Truppen aus den Städten zurückgezogen, blieben aber im Nordwesten Irans stationiert. Ein Pressebericht aus Istanbul vom 29. November 1914 beschreibt die Lage wie folgt: 

„Hier liegt ein zuverlässiger Drahtbericht über die Lage in Iran vor: Seit mehreren Jahren stehen bekanntlich russische Truppen im Nordiran, angeblich zum Schutz gegen Unruhen, in Wahrheit aber, um ohne jeden Rechtsgrund eine Okkupation des Landes vorzubereiten. Die neuerdings erfolgte Berufung angesehener Patrioten in das persische Kabinett veranlasste den Generalgouverneur des Kaukasus, Großfürsten Nicolai Nicolajewitsch, ohne weiteres den Vormarsch russischer Truppen von Kasoqd auf die Hauptstadt Teheran zu befehlen, um den Sturz des Kabinetts Mostofi zu erzwingen. Geplant war gleichzeitig die Gefangennahme aller nationalistischen Parlamentarier und die Beseitigung der an der Spitze der persischen Gendarmerie stehenden, dem Schah treu ergebenen schwedischen Offiziere. Die völlig überraschte Regierung mit dem Schah an der Spitze entschloss sich, der russischen Vergewaltigung auszuweichen und provisorisch den Sitz des Gouvernements nach der etwas südlicher gelegenen Stadt Qom zu verlegen. Auf das im letzten Moment feierlich gegebene Versprechen, die Truppen wieder zurückzuziehen, entschloss sich der Schah, in der Stadt zu verbleiben. Die Gesandten der Zentralmächte hatten sich auf schriftliche Aufforderung der Regierung bereits nach Qom begeben, wo das Parlament und die Führer der Patriotenpartei schon versammelt waren. Der zum Frieden neigende Schah scheint den Russen noch einmal Konzessionen machen zu wollen, um dem neutralen Lande den Krieg zu ersparen, verlangt aber Zurückziehung aller russischen und britischen Truppen. In Iran herrscht große Erregung. Zahlreiche Stämme und freiwillige Scharen haben sich in der Richtung auf die Hauptstadt in Bewegung gesetzt, um den Schah gegen das brutale, rücksichtslose Vorgehen der Russen zu schützen.“

## Die ersten Kriegswochen

### Russische Truppen in Täbris und Urmia
Für die türkische Regierung entwickelten sich die ersten Kriegswochen zu einer Katastrophe. Der Angriff der osmanischen 3. Armee auf Russland wurde von der russischen Kaukasus-Armee gestoppt. Die Türken erlitten bei der Schlacht von Sarıkamış große Verluste und mussten sich auf ihre Ausgangsstellungen zurückziehen. Die Russen verstärkten ihre Truppen im Nordwesten Irans und marschierten in Gilan ein. Die Briten, die bereits Truppen im Süden stationiert hatten, verstärkten im August 1915 ihre Einheiten und besetzten Abadan und Buschehr. Der Deutsche Wilhelm Wassmuss hatte die Kaschgais mit Sprengstoff und Gewehren ausgerüstet und zu Attentaten auf Ölpiplines überreden können. Die Briten wiederum hatten versucht, die Bachtiaren durch erhebliche Geldsummen auf ihre Seite zu ziehen. Sie sollten die Pipelines im Verbund mit den britischen Truppen sichern.

### Deutscher Aktionsplan
Große Teile der iranischen Bevölkerung und die aktivste politische Partei, die Demokraten, sowie die Teheraner Presse standen auf der Seite der Mittelmächte. Bei einem Sieg Deutschlands und Österreich-Ungarns erhoffte man sich eine Befreiung aus der seit Jahrzehnten bestehenden wirtschaftlichen und politischen Abhängigkeit gegenüber Großbritannien und Russland. Die deutsche Militärmission, angeführt von dem Rittmeister der Reserve Graf Kanitz, forderte von Berlin, dass man Iran zum Kriegseintritt bewegen solle. Hauptmann Rudolf Nadolny, Leiter der Sektion Politik des deutschen Generalstabs, entwickelte einen Aktionsplan, „um einen Brand vom Kaukasus bis nach Kalkutta zu entfachen“. Ziel des Aktionsplans Nadolnys war es, „eine allgemeine Erhebung der Kaukasier, Perser, Afghanen und Inder“ zu organisieren, um „Russen und Engländern viel zu schaffen zu geben.“
Nadolny skizzierte in einem Telegramm an Major Hans Tieschowitz von Tieschowa, dem Abteilungschef des Generalstabes des Feldheeres, den deutschen Aktionsplan: Für Persien sei ein neuer deutscher Kommandant zu bestimmen, der Rücksprache mit Nadolny sowie der türkischen Abteilung des preußischen Kriegsministeriums und dem deutschen Auswärtigen Amt (Außenministerium) halten solle. Der Kommandant übernehme ferner den Befehl über die gesamten persischen Streitkräfte, bestehend aus Persischer Gendarmerie, Regierungstruppen und Stämmen sowie den deutschen Kräften, die nach Persien entsandt wurden. Der Kommandant solle sodann Russen und Engländer aus Persien vertreiben, eine Verbindung nach Afghanistan, Belutschistan und Indien herstellen, die türkischen Operationen im Kaukasus und Mesopotamien unterstützen sowie die Ölquellen am Karun besetzen oder zumindest die Engländer an deren Nutzung hindern. Darüber hinaus sollte er die Niedermayer-Hentig-Expedition unterstützen, die nach Afghanistan entsendet worden war, sowie die Operationen Afghanistans unterstützen, die sich gegen Russen und Engländer richteten. Außerdem sollte er einen eventuellen Aufstand in Transkaspien, Belutschistan und Indien unterstützen.

### Deutsche Etappenlinie
Mit erheblichen Geldmitteln wurde im Frühjahr 1915 eine Etappenlinie quer durch Iran bis nach Afghanistan aufgebaut. An den wichtigsten Punkten wurden diplomatische Nachrichtenoffiziere als deutsche Konsuln eingesetzt. Die Mehrzahl der an der Spitze der persischen Gendarmerie stehenden schwedischen Offiziere traten insgeheim in deutsche Dienste. Feldmarschall Colmar von der Goltz bestimmte Generalmajor Arthur Bopp zum Leiter der deutschen Operationen in Iran. Bopp hatte die Aufgabe, "die Kräfte Persiens im Sinne der Zentralmächte und der Türkei zu verwerten und die Freiheit und Unabhängigkeit Persiens sicherzustellen. … Eine persische Erhebung vorzubereiten und die Einleitung für die Aufstellung einer persischen Armee zu treffen … ". Von der Goltz unterstanden die osmanische 6. Armee, alle Gesandten von Deutschland und der Türkei mit dem gesamten Personal in Iran und Afghanistan sowie sämtlich nach Iran und Afghanistan entsandten Offiziere und Expeditionen. Er erhielt freie Hand mit dem ihm zur Verfügung stehenden Kräften "in Persien Boden zu gewinnen".

## Der Krieg eskaliert

### Persische Gendarmen kämpfen gegen Russen und Briten

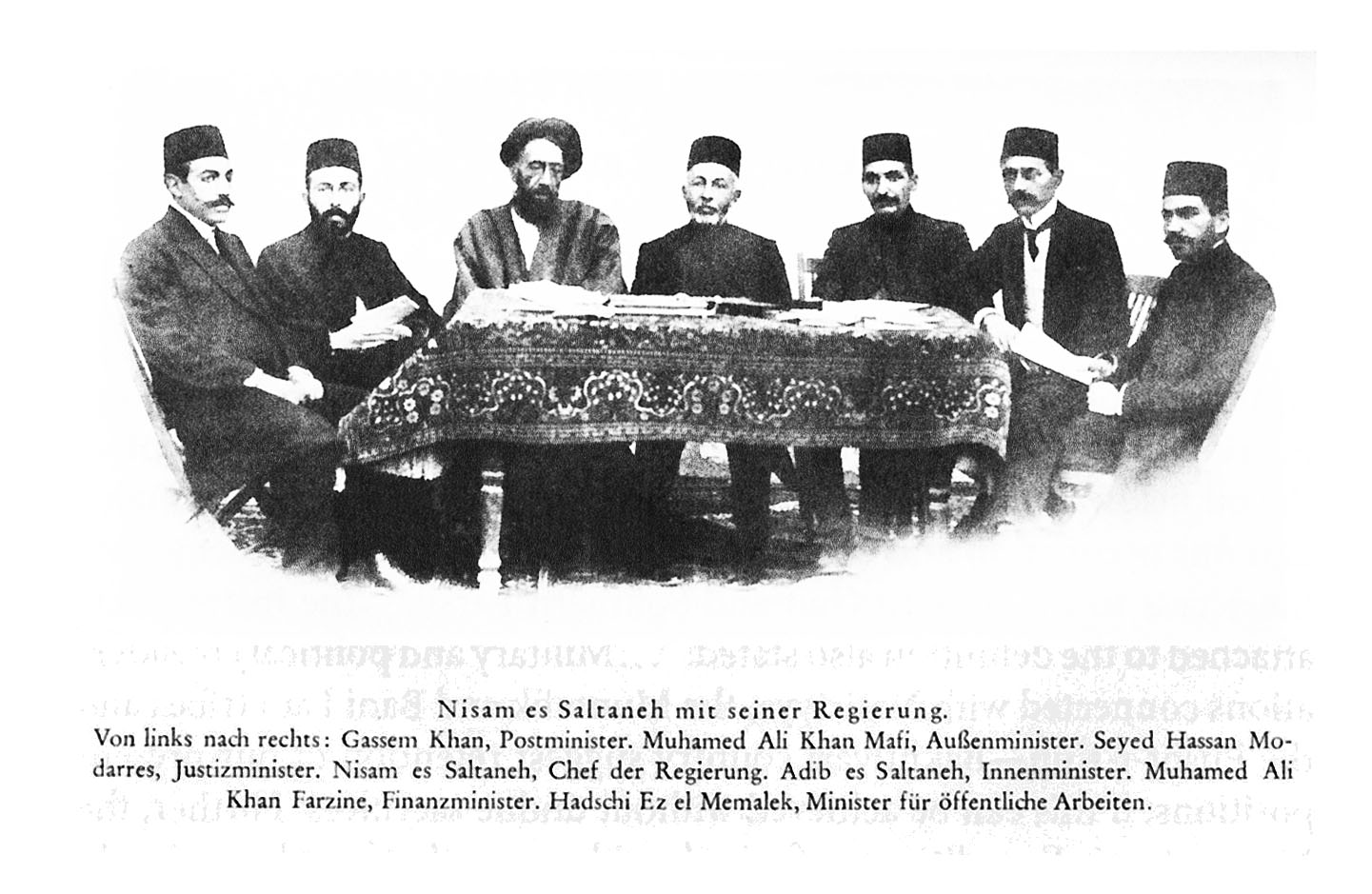
Reza Qoli Khan Nezam al Saltaneh und seine „Regierung im Exil“, 1915

Im November 1915 griff Oberst Pesyan, der Kommandeur der persischen Gendarmerie in Hamadan, die pro-russische persische Kosakenbrigade in der Schlacht von Musalla an. Nach seinem Sieg gelang es ihm, viele Kosaken auf seine Seite zu ziehen. Die russische Kaukasusarmee, die sowohl zahlenmäßig wie an Bewaffnung überlegen war, marschierte aber in Hamadan ein und besiegte auch die Gendarmerieeinheit in Kermanschah. Am 10. November 1915 griffen Gendarmerieeinheiten erfolgreich Schiras an und verhafteten alle dort lebenden britischen Staatsbürger. Auch Yazd und Kerman fielen in die Hände der Gendarmen. Der Plan von Rudolf Nadolny schien zumindest teilweise aufzugehen.
Die russische Kaukasusarmee wurde jetzt in zwei Teile geteilt. Ein Teil marschierte Richtung Südwesten nach Bagdad, der zweite Teil Richtung Teheran, Qom und Isphahan. Am 10. November 1915 hatte Ahmad Schah dem Vertreter der deutschen Regierung einen Geheimvertrag vorgelegt, in dem ein Verteidigungsbündnis zwischen Deutschland und Iran vereinbart wurde. Iran sollte Russland und Großbritannien den Krieg erklären. Deutschland sollten dafür nach dem gewonnenen Krieg politisch und wirtschaftlich die Privilegien Russlands und Großbritanniens in Iran eingeräumt werden, dafür sollte Deutschland die Kriegslasten finanzieren. Die Mobilmachung in Iran sollte schrittweise erfolgen, wie es die Mittel zuließen. Der deutsche Botschafter Prinz Heinrich XXXI. Reuß unterzeichnete den Vertrag. Ahmad Schah kamen inzwischen aber Bedenken. Die russischen Truppen standen kurz vor Teheran. Der Vertrag blieb daher zunächst einmal ohne seine Unterschrift.

### Russische Truppen rücken auf Teheran vor
Am 15. November 1915 gab Ahmad Schah bekannt, dass er Teheran vor den herannahenden russischen Truppen verlassen und sich nach Qom begeben werde. Gendarmerieeinheiten, Abgeordnete des Parlaments und die deutsche Vertretung unter Leitung von Prinz Reuß gingen nach Qom, um die Ankunft Ahmad Schahs abzuwarten. Prinz Kamran Mirza, Sepahdar und Farmanfarma, die Parteigänger Russlands und Großbritanniens waren, bestürmten den Schah, in Teheran zu bleiben. Auch der britische und russische Botschafter waren inzwischen bei Ahmad Schah. Sie versicherten, die russischen Truppen würden nicht in Teheran einmarschieren, und erreichten, dass Ahmad Schah in Teheran blieb. Das Ziel Deutschlands, Iran zum Kriegseintritt auf Seiten der Mittelmächte zu bewegen, war fürs Erste gescheitert.
Russland und Großbritannien machten der iranischen Regierung nun ihrerseits politische Versprechungen. Verhandelt wurde über einen Allianzvertrag, in dem Iran „die Aufhebung des Vertrages von Sankt Petersburg von 1907, die Regulierung der Kaukasus-Grenze zu Irans Gunsten, die Anerkennung der Oberhoheit über den persischen Golf sowie Grenzregulierungen in Sistan und Balutschistan zu Gunsten Irans versprochen wurden“. In dieser Situation wurde der deutsche Botschafter Prinz Reuß, der sich weigerte, nach Teheran zurückzukehren, abgelöst und durch Philipp Vassel ersetzt. Vassel sollte der iranischen Regierung erklären, dass „Feldmarschall Colmar von der Goltz in Bagdad eingetroffen sei und den Befehl über die iranischen Streitkräfte übernehmen und zum Sieg gegen Russen und Briten führen wolle. Waffen und Munition seien bereits auf dem Weg nach Iran.  Deutschland würde 2 Mio. Mark Vorschuss ohne besondere Sicherheiten bereitstellen. Und nach dem Friedensschluss würde Deutschland sich für die Unabhängigkeit und Integrität Irans einsetzen.“
Doch dazu sollte es zunächst nicht kommen. Vassel saß in Bagdad fest. Die Russen zwangen den Schah mit ihrer Truppenpräsenz, die deutschfreundliche Regierung von Hassan Mostofi am 24. Dezember 1915 abzusetzen und durch eine Regierung unter Abdol Hossein Mirza Farmanfarma, der die Entente unterstützte, zu ersetzen. Die nach Qom geflüchteten Abgeordneten hatten inzwischen mit deutscher Unterstützung ein „Nationales Verteidigungskomitee“ gebildet, das zum „Kampf zur Befreiung Persiens“ aufrief.

### DasPersische Komiteein Berlin
In Berlin hatte sich aus Exilpersern ein „Persisches Komitee“ gebildet, das Mitglieder nach Persien entsandte, um die Arbeit des Nationalen Verteidigungskomitees unterstützen. Das Persische Komitee, dem unter anderem Abul Hassan Alavi, der Vater von Bozorg Alavi, und Seyyed Hassan Taqizadeh angehörten, gab mit finanzieller Unterstützung der Reichsregierung die Zeitung Kaveh heraus. Die Exilperser in Istanbul druckten ebenfalls mit deutscher Unterstützung die Zeitung Hawar (Hilfe). In beiden Zeitungen wurde an das persische Nationalgefühl appelliert und zum Widerstand gegen Briten und Russen aufgerufen. Ziel war es, einen nationalen Befreiungskampf in Persien in Gang zu bringen.

### Die erste Exilregierung in Kermanschah

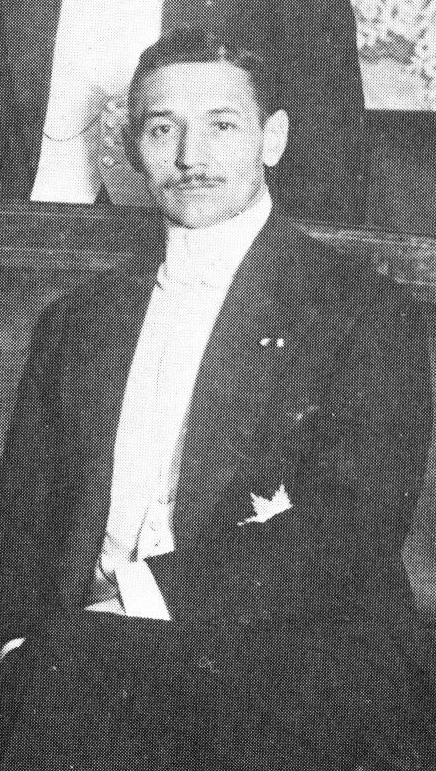
Rudolf Nadolny, Geschäftsträger der deutschen Botschaft bei der persischen Exilregierung in Kermanschah, 1916

Der Höhepunkt dieser Bemühungen war eine mit deutscher und türkischer Hilfe gebildete „provisorische Regierung“ unter Führung von Reza Qoli Khan Nezam al Saltaneh, dem Gouverneur von Lorestan, zunächst mit Sitz in Kermanschah. Beteiligt war auch der Geistliche Hassan Modarres, der als Justizminister fungierte. Um die Bezeichnung „Regierung“ aus Rücksicht auf die Zentralregierung in Teheran zu vermeiden, nannte man sich „Komitee X“. Als die russischen Truppen weiter vorrückten, wurde der Sitz der Exilregierung zusammen mit der Außenstelle der deutschen Botschaft nach Qasr-e Schirin (direkt an der heutigen Grenze zwischen Iran und Irak gelegen) verlegt.

### Russische Truppen besetzen Kermanschah

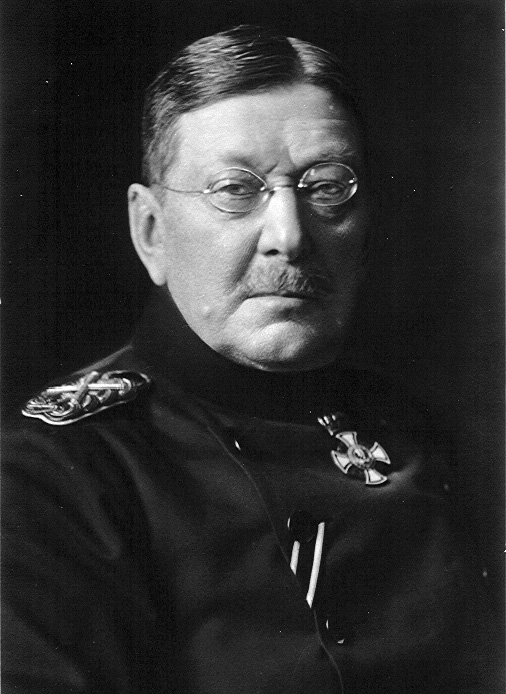
Generalfeldmarschall Freiherr Colmar von der Goltz

Der russische General Nikolai Nikolajewitsch Baratow führte unbeeindruckt von den deutschen Aktionen seine Truppen weiter in den Südwesten Irans und hatte am 15. Dezember 1915 Hamadan eingenommen. Von Hamadan aus führte eine Überlandstraße direkt an die Grenze des osmanischen Reiches und weiter nach Bagdad. Dort hatte Colmar von der Goltz inzwischen sein Hauptquartier aufgeschlagen. Zusammen mit dem neuen deutschen Botschafter für Iran und weitere 30 für den Kampf in Iran bestimmte deutsche Offizieren unter der Leitung von Oberst Bopp reiste er am 1. Januar 1916 nach Kermanschah, um sich ein Bild von der militärischen Lage in Iran zu machen. In Kermanschah traf er mit Graf Kanitz, dem Militärattaché der deutschen Botschaft, zusammen. Graf von Kanitz hatte in Zusammenarbeit mit Oberst Pesyan von den Gendarmen und lokalen iranischen Einheiten die Verteidigung des Westiran organisiert. Von Kanitz, Pesyan und die lokalen Stammesfürsten hatten erwartet, dass von der Goltz mit Waffen und Geld die persischen Mannschaften verstärken würde. Doch der war zunächst einmal mit leeren Händen gekommen. Er wollte sich erst einmal ein Bild von der militärischen Lage machen, bevor er Waffen und Munition bereitstellen wollte. Hinzu kam, dass die bereits 1912 von der iranischen Regierung in Deutschland gekauften und bezahlten Waffen (20.000 Gewehre und 6 Maschinengewehre) erst im Laufe des Januars und Februars 1916 eintrafen. Auf die von Militärattache von Kanitz zugesagten Waffen warteten die Iraner vergebens.
Mitte Januar rückte die Georgische Kavallerie Legion unter Kakuza Tscholoqaschwili auf Kermanschah vor. Kanitz hatte versucht, die russische Offensive aufzuhalten, was ihm aber misslang. Die Kämpfer der Luren, die er angeworben hatte, zogen sich zurück. Nach den Kämpfen blieb Kanitz in den Bergen um Kangavar verschollen.
Von der Goltz hatte inzwischen in Berlin interveniert. Von dort aus entsandte man eine deutsche Sondermission unter der Leitung von Oberst Adolf Friedrich zu Mecklenburg, die eine mit reichlich Maschinengewehren ausgestattete Mannschaft umfasste. Ferner hatte von der Goltz türkische Hilfstruppen in Marsch gesetzt, die die Passhöhen in Kangavar zusammen mit den Gendarmen verteidigen sollten. Es half nichts, der russische Vormarsch war nicht zu stoppen. Am 22. Februar 1916 besetzten die russischen Truppen Kermanschah.
| Kräfte der Mittelmächte in Persien (Februar 1916) | Kräfte der Mittelmächte in Persien (Februar 1916) | Kräfte der Mittelmächte in Persien (Februar 1916)                                            | Kräfte der Mittelmächte in Persien (Februar 1916) |
| Standort                                          | Kommandeur                                        | Stärke                                                                                       | Schwere Waffen                                    |
| ------------------------------------------------- | ------------------------------------------------- | -------------------------------------------------------------------------------------------- | ------------------------------------------------- |
| Nehawend                                          | Major Erikson (Schwede)                           | 400 berittene Gendarmen 400 Gendarmen zu Fuß 2000 Stammeskrieger                             | 6 Maschinengewehre 2 Gebirgsgeschütze             |
| Bitezorg                                          | Major Kaellstroem (Schwede)                       | 2 osmanische Kompanien 2 persische Kompanien (Miliz)                                         | 1 Maschinengewehr 4 Schneider-Geschütze           |
| Sachna                                            | Major Schefket Bey (Osmane)                       | 3 osmanische Kompanien                                                                       |                                                   |
| Jarsineh (bei Sachna)                             | Major Raith (Deutscher)                           | 3 osmanische Kompanien 700 Sendschabi-Reiter                                                 |                                                   |
| Songhur                                           | Major Soneson (Schwede)                           | 4 osmanische Kompanien 260 Gendarmen zu Fuß ca. 60 berittene Gendarmen ca. 500 Stammesreiter |                                                   |
| Kurweh                                            | OffzStv Schenker (Deutscher)                      | 1400 Stammesreiter                                                                           |                                                   |
| Sanandadsch                                       | Major Mehemed Taghi Khan (Perser)                 | 1050 Stammesreiter 1050 unausgebildete Milizen                                               |                                                   |

### Britische Truppen landen im Süden Irans
Im August 1915 waren britische Truppen in Buschehr und Abadan gelandet, um die Erdölförderung der Anglo-Persian Oil Company zu schützen. Die persische Gendarmerie in Buschehr wurde von den britischen Truppen entwaffnet. In Burazjan kam es zu Kampfhandlungen zwischen den von Ahmad Khan Akhgar angeführten Gendarmen und den britischen Truppen. Bereitgehaltene britisch-indische Truppen landeten am 6. November bei Fao im Persischen Golf eröffneten damit die Mesopotamienfront. Nach mehreren Zusammentreffen mit schwächeren osmanischen Truppen gelang ihnen bereits am 23. November die Einnahme von Basra.
Dem in den Süden gereisten Wassmuss gelang es, anders als Kanitz im Westen, die lokalen Stammesfürsten auf die deutsche Seite zu ziehen und gegen die britischen Truppen in Stellung zu bringen. Kurt Wustrow, deutscher Konsul in Schiras, hatte am 10. November 1915 mit Hilfe der von Ali Qoli Khan Pesyan geführten Gendarmen den britischen Konsul in Schiras O’Connor im Auftrag des „Nationalkomitees zum Schutz der Unabhängigkeit Persiens (Komīta-ye mellī-e ḥāfeẓīn-e esteqlāl-e mamālek-e Īrān)“ zusammen mit weiteren 10 britischen Staatsbürgern verhaften lassen. Das Nationalkomitee übernahm in Schiras die Verwaltung und blieb bis März 1916 im Amt. Die Geldbestände der unter britischen Leitung stehenden Imperial Bank of Persia wurden beschlagnahmt. Nach dem Erfolg in Schiras übernahmen die Gendarmen auch die Kontrolle in Hamadan, Kermanschah, Sultanabad, Esfahan, Yazd und Kerman und zwangen Briten und Russen, die Städte zu verlassen. In Hamadan hatte Oberst Pesyan die unter russischer Führung stehenden persischen Kosaken entwaffnet und die Kontrolle der Stadt übernommen. Ab März 1916 begann Percy Sykes mit dem Aufbau der South Persian Rifles, um ein Gegengewicht gegen den zunehmenden deutschen Einfluss im Süden Irans aufzubauen. Im März hatte der mit den Briten verbundene Abdol Hossein Mirza Farmanfarma sein Amt als Premierminister aufgegeben und den Gouverneursposten der Provinz Fars in Schiras, der Hauptstadt der Provinz, übernommen.
In der Zwischenzeit war die am 26. September 1915 nach Afghanistan aufgebrochene Niedermayer-Hentig-Expedition in Kabul angekommen. Hentig gelang es zwar am 24. Januar 1916 ein Freundschaftsabkommen zu unterzeichnen, mit dem Afghanistan 100.000 Gewehre, 300 Geschütze und erhebliche Geldsummen in Aussicht gestellt wurden. Afghanistan blieb jedoch bei seiner Neutralitätspolitik und trat nicht auf die Seite der Mittelmächte in den Krieg ein.

### Russische Truppen besiegen die persischen Gendarmen im Nordwesten Irans

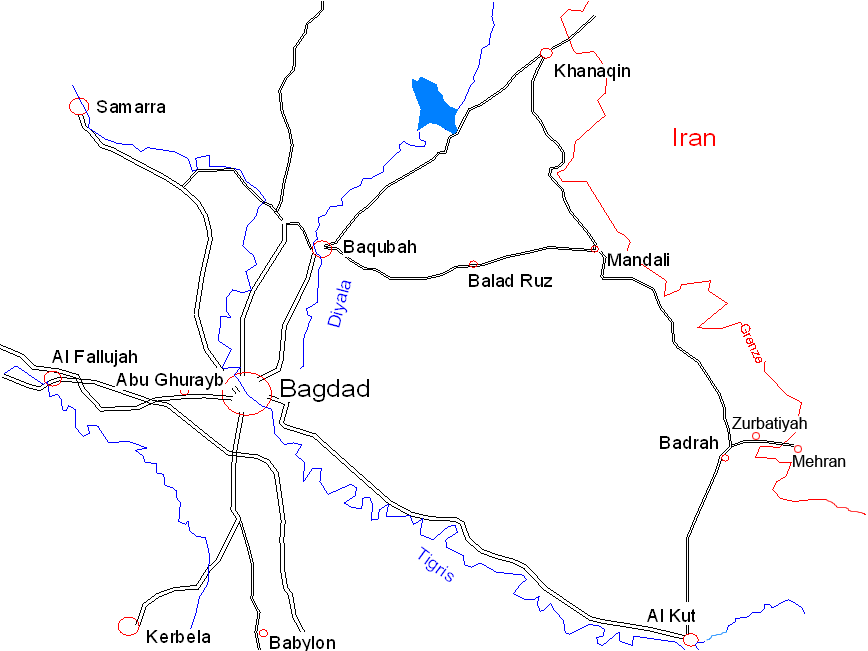
Umgebung von Bagdad und Kut

Im Nordwesten hatte sich die Lage dagegen zunächst dramatisch zugespitzt. Die letzten Gendarmen unter Oberst Pesyan wurden vernichtend geschlagen und Tscholoqaschwili marschierte zunächst weiter in Richtung Bagdad, um den bei Kut von der osmanischen Armee eingeschlossenen britischen Truppen zu Hilfe zu eilen. Bevor die russischen Truppen in die Kämpfe um Kut eingreifen konnten, gaben am 29. April 1916 die Briten jedoch auf, und 8.000 britische Soldaten wanderten in türkische Gefangenschaft. Generalfeldmarschall Freiherr Colmar von der Goltz hatte einen wichtigen militärischen Sieg errungen.

### Osmanische Truppen rücken auf Kermanschah vor
Nach dem Sieg bei Kut begannen die osmanischen Truppen eine Offensive nach Osten Richtung Iran. Am 3. Juni trafen sie in Iran auf russische Truppen, besiegten sie und nahmen am 2. Juli Kermanschah ein. Am 10. August erreichten sie Hamadan. Mitte August sammelte Colonel Pesayn die verbliebenen Gendarmen und kehrte ebenfalls nach Kermanschah zurück. Neben britischen und russischen Truppen befanden sich jetzt türkische Truppen im Westen Irans. In dem von den Türken kontrollierten Gebiet baute die zuvor in Qasr-e Schirin gebildete "provisorische Regierung" unter Nezam al Saltaneh eine eigene Verwaltung auf, zog Rekruten ein und erhob Steuern. Dies alles geschah in Abstimmung mit Ahmad Schah, dem Nezam al Saltaneh seine Ergebenheit zugesichert hatte.

### Die zweite „Exilregierung“ in Kermanschah
Um im Verhältnis mit Deutschland Klarheit zu schaffen, hatte Nezam mit Wahid al Mulk einen eigenen Vertreter nach Berlin entsandt. Wahid forderte den Einsatz deutscher Truppen, Waffen, finanzielle Unterstützung für die provisorische Regierung und eine Garantie der staatlichen und territorialen Integrität Irans nach dem Ende des Krieges. Die deutschen Verhandlungspartner lehnten erst einmal ab und verwiesen auf die zwischen dem deutschen Botschafter Vassel und Nezam direkt geführten Verhandlungen. Wahid blieb als "Vertreter der provisorischen Regierung Irans" in Berlin.
Die Reichsregierung entsandte im Juli 1916 Rudolf Nadolny als Geschäftsträger der deutschen Botschaft nach Iran, der in Kermanschah eine Außenstelle der deutschen Botschaft errichtete. Zur Finanzierung der „provisorische Regierung“ unter Führung von Reza Qoli Khan Nezam al Saltaneh, die ihren Sitz wieder nach Kermanschah verlegt hatte, hatte Nadolny heimlich in Berlin geprägte persische Silbermünzen (1000 und 2000 Dinars mit leicht abweichendem Münzbild) und türkische Goldmünzen (Pfund) sowie 4 Millionen Reichsmark in 10-, 20- und 100-Mark-Scheinen, mit einem roten Aufdruck mit 2 1/2, 5 und 25 Toman versehen, nach Kermanschah mitgenommen. Es wurde unter Leitung von Herrn H. Krumpeter eine Bank eröffnet und die deutsche Mark als Zahlungsmittel in Iran in Umlauf gebracht. Die politischen Vorgaben für Nadolny waren eindeutig: „Wir hatten kein Interesse daran, uns etwa Persien zu erobern. Uns kam es vor allem darauf an, die Verbindung mit Afghanistan zu unterhalten und zu erreichen, daß zwischen England und Rußland Persien als unabhängiger Staat erhalten blieb.“
Nezam al Saltaneh entwickelte den Plan, nach Teheran zu marschieren und Ahmad Schah aus den Händen der russischen und britischen Besatzer zu befreien. Der deutsche Major Loeben übernahmen die Ausbildung der Truppen der Gendarmerie; türkische Offiziere bildeten Freiwillige aus. In einer feierlichen Zeremonie erhielt Nezam al Saltaneh von Mullahs aus Nadschaf das Heilige Schwert des Dschihad.

## Der Vormarsch der britischen Truppen

### Die South Persian Rifles besiegen die persischen Gendarmen
Die Wende für die Truppen der Entente sollte im Süden Persiens beginnen. Feldmarschall Colmar von der Goltz war am 19. April 1916 in Bagdad an Typhus gestorben. Sein früher Tod vereitelte weitere militärische Maßnahmen zu Gunsten Irans. Am 17. Mai 1916 brach Qavam al Molk mit einer von Percy Cox finanzierten Privatarmee von Bandar Abbas zur Rückeroberung von Schiras auf. In Teheran war mit Hilfe der Russen und Briten Oberst Nyström als neuer schwedischer Oberbefehlshaber der Gendarmen installiert worden. Er übertrug das Oberkommando der Gendarmen in Schiras an Fath al Molk, der durch Bestechung einige Truppenteile der Gendarmen zum Wechsel auf die Seite der Briten überredete. Nach einem halbjährigen Marsch traf Qavam al Molks Sohn am 11. November 1916 in Schiras ein. Der deutsche Konsul Röver, der schwedische Offizier Angerman und die verbliebenen iranischen Gendarmen wurden verhaftet. Ende 1916 erreichte dann Percy Sykes Schiras und gliederte die mit den Briten kooperierenden Gendarmen in die von den Briten neu formierten South Persian Rifles.
Anfang Januar 1917 begann der erneute britische Angriff auf Kut. Am 24. Februar wurde Kut von den türkischen Truppen geräumt. Am 26. Februar 1917 sandte General Gressman folgendes Telegramm an Nadolny, den Geschäftsträger der deutschen Botschaft in Kermanschah: „Türkisches Korps mit deutschen Formationen räumt Persien. Schließt Euch Rückzug an.“ Damit waren die Pläne, mit deutschen, türkischen und iranischen Truppen nach Teheran zu marschieren, obsolet geworden.

### Britische Truppen besetzen Bagdad – Rückzug der türkischen Truppen aus Iran
Am 11. März 1917 fiel Bagdad in die Hände der Briten. Das Ende der türkischen Offensive in Iran war besiegelt. Die deutsche Militärmission, die provisorische Regierung Irans und die persischen Gendarmen mit ihren deutschen und schwedischen Offizieren flohen aus dem Westen Irans nach Kirkuk. Mit der Einstellung der Tätigkeit der provisorischen iranischen Regierung unter Nezam al Saltaneh wurde am 7. Mai 1917 auch die letzten deutschen Vertreter in Teheran abberufen. Die nur mit einem Sekretär besetzte Botschaft in Teheran wurde endgültig geschlossen. Von Juli 1917 bis Januar 1918 wurden die deutschen Interessen von der amerikanischen Botschaft wahrgenommen. Nadolny konnte noch die Frage der persischen Gendarmerie in der Türkei regeln. Oberst Pesyan, der die Gendarmerie befehligt hatte, ging nach Berlin ins Exil.

## Die Oktoberrevolution von 1917

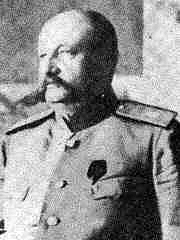
Nikolai Judenitsch

Im Januar 1917 wurde Großfürst Dmitri Pawlowitsch Romanow zu den russischen Truppen nach Iran versetzt, um eine neue Offensive zu organisieren. Als am 15. März 1917 der russische Zar abgedankt hatte, machte man sich in Iran Hoffnungen auf ein Ende der Kämpfe. Der erwartete Rückzug der russischen Truppen erfüllte sich aber zunächst nicht. Die Regierung Kerenski setzte die Politik des Zaren fort und entsandte weitere Verstärkungen nach Iran. Der Großfürst wurde abgesetzt und durch General Nikolai Nikolajewitsch Judenitsch ersetzt, der dann aber nach der Oktoberrevolution von der neuen, kommunistischen Regierung umgehend entlassen wurde. Der Abzug der russischen Truppen schien nun in greifbare Nähe gerückt.
Am 16. Dezember 1917 wurden mit dem Waffenstillstand von Erzincan die Kampfhandlungen zwischen dem Osmanischen Reich und der neu gegründeten Russischen Republik eingestellt. An den Waffenstillstandsverhandlungen waren neben der deutschen Reichsregierung auch das „Transkaukasisches Komitee“ beteiligt, das im Jahre 1918 die Transkaukasische Demokratisch Föderative Republik gründen sollte.

Bereits im November 1917 hatte die neue Regierung unter Lenin „in einem Aufruf an die werktätigen Moslems Russlands und des Nahen Ostens“ den britisch-russischen Vertrag über die Teilung Persiens für ungültig erklärt „und den Abzug russischer Truppen aus dem Iran offiziell zugesichert“. Der als Vertreter der provisorischen iranischen Regierung in Berlin gebliebene Wahid al-Mulk war 1917 zum Kongress der Sozialisten nach Kopenhagen gereist und hatte erklärt: 

„Wir haben keine übertriebenen Forderungen, die wir den Großmächten unterbreiten wollen. Die Zusammenfassung unserer Wunschliste ist nur ein von ausländischen Truppen gesäubertes Persien und die Befreiung des Landes von der britischen und russischen Vormundschaft. Wir verlangen somit, dass die britisch-russische Konvention von 1907 in ihren Bestimmungen über Persien annulliert wird. Die einzig vollkommen zufriedenstellende Lösung der persischen Frage wäre, dass Persien in Mittelasien die Rolle übernehmen würde, die die Schweiz in Mitteleuropa spielt.“

## Der Friedensvertrag von Brest-Litowsk

### Türkische Truppen marschieren nach Baku
Doch die Großmächte dachten anders. Enver Pascha sah sich bei dem Waffenstillstand von Erzincan von der deutschen Regierung ausmanövriert. Er stellte eine neue Armee, die 9. Armee, auf und marschierte nach Baku. Georgien hatte Verhandlungen mit der Reichsregierung aufgenommen und um Schutz vor den osmanischen Truppen gebeten. Die Deutschen entsandten im Zuge der Deutschen Kaukasusexpedition 3.000 Soldaten nach Georgien und garantierten ein unabhängiges Georgien. Deutschland hatte in dem Waffenstillstandsvertrag von Erzincan zudem durchgesetzt, dass die türkischen und russischen Truppen Iran verlassen müssten. Auch im am 3. März 1918 geschlossenen Friedensvertrag von Brest-Litowsk wurde die Respektierung der politischen und wirtschaftlichen Unabhängigkeit und die territoriale Integrität Irans auf Verlangen der Reichsregierung in den Vertrag aufgenommen. Im Januar 1918 bemühte sich die reguläre iranische Regierung in Teheran den Wiederaufbau der Gendarmerie mit der Hilfe schwedischer Offiziere voranzubringen. Schweden lehnte jedoch ab. Trotz aller Schwierigkeiten sah man sich in Teheran einem Abzug der ausländischen Truppen aus Iran nahe, schließlich hatte Iran zu Beginn des Krieges seine Neutralität erklärt und hatte letztlich weder für die Mittelmächte noch für die Entente offiziell Partei ergriffen.

### Britische Truppen marschieren in den Nordiran ein und besetzen Baku

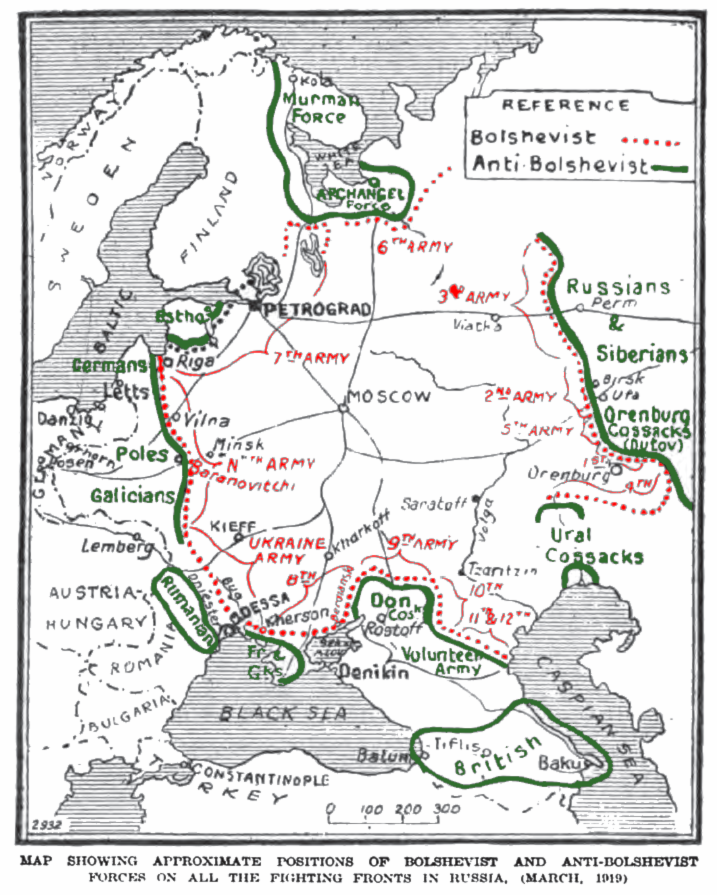
Britische Truppen (Dunsterforce) im Nordkaukasus, 1919

Die Briten dachten jedoch nicht daran, ihre Truppen aus  Iran abzuziehen. Lord Curzon erklärte vor dem Oberhaus: „Die britische Regierung betrachte das Abkommen von 1907 als vorläufig aufgehoben und ist bereit, die ganze persische Frage zu einem späteren Zeitpunkt von neuem in Erwägung zu ziehen“. Der Fortbestand und Verbleib der South Persian Rifles in Iran wurde damit begründet, dass die „Autorität der persischen Regierung“ gefährdet sei.

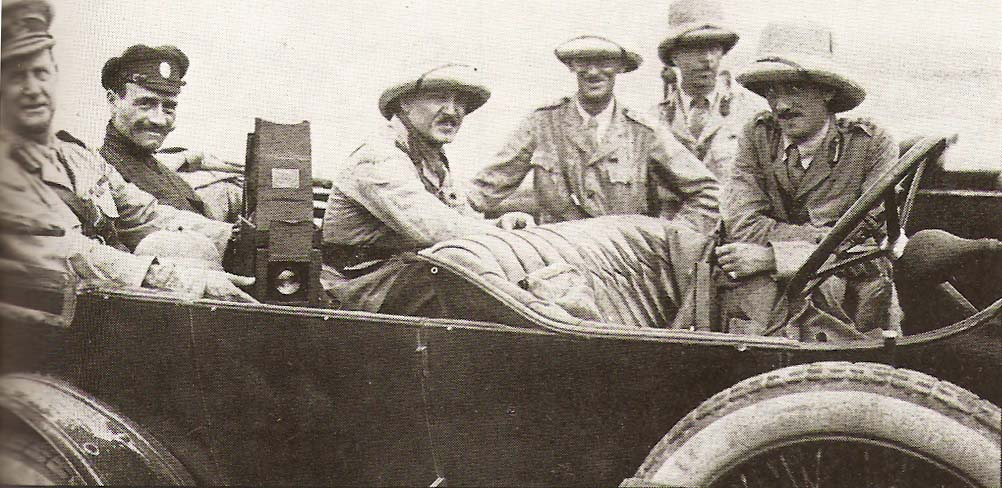
General Dunsterville

Für die Regierung in Teheran völlig unerwartet wurden weitere britische Truppen nach Iran in Marsch gesetzt. Generalmajor Dunsterville war im Januar 1918 mit einer motorisierten Einheit von Bagdad aus gestartet, besetzte im Juni Qazvin und marschierte weiter nach Anzali. Von dort aus setzt er nach Baku über und sicherte so die Ölquellen vor einem Zugriff deutscher oder türkischer Truppen. Gleichzeitig mit Dunsterville wurde unter Generalmajor Malleson ein Expeditionskorps nach Maschhad und weiter nach Turkmenistan entsandt, um einen Verteidigungsring gegen die sich formierenden bolschewistischen Truppen zu bilden.
In Berlin war man daraufhin wieder aktiv geworden. Von deutscher Seite aus hatte General Erich Ludendorff Pläne entwickelt, „gemeinsam mit dem Osmanischen Reich und den transkaukasischen Völkern den Aufbau einer Basis am Kaspischen Meer voranzutreiben, um von dort im Zusammenwirken mit Afghanistan die britische Herrschaft in Indien zu treffen.“

### Osmanische Truppen besetzen erneut Täbris
Unter Verletzung des Friedensvertrages von Brest-Litowsk besetzten osmanische Truppen am 27. Juni 1918 erneut Täbris. Im russischen Teil Aserbaidschans hatte sich am 28. Mai 1918 die Demokratische Republik Aserbaidschan gegründet. Der Krieg in Iran schien sich fortzusetzen. Mit dem Zusammenbruch der Mittelmächte und dem Ende des Ersten Weltkriegs am 11. November 1918 sollten die Kampfhandlungen in Iran zunächst ein Ende finden.
Die Besetzung von Täbris durch türkische Truppen zwingt die Briten, ihre Truppen aus Baku zurückzuziehen, um nicht abgeschnitten zu werden. Im September 1918 festigten die Osmanen ihre Kontrolle über Nordpersien zwischen Täbris und der Südküste des Kaspischen Meeres. Den Rest der Region verloren sie jedoch an die Briten. Sie hielten dieses Gebiet bis zum Waffenstillstand am 30. Oktober 1918, als das Osmanische Reich den Waffenstillstand von Mudros unterzeichnete und die Militäroperationen endeten.

## Das Abkommen von 1919
Der Zusammenbruch des zaristischen Russlands und der Verzicht der neuen Sowjetmachthaber auf die Weiterverfolgung imperialistischer Ziele bewahrte Iran vor dem Verlust der territorialen Integrität, wie sie in dem Abkommen von Konstantinopel vorgesehen war. Nach dem Zusammenbruch der Mittelmächte brachen aber auch in Iran alle Hoffnungen zusammen, das drohende britische Protektorat abzuwenden.
Die zu den Friedensverhandlungen nach Versailles entsandte iranische Delegation, die eine relativ bescheidene Entschädigung für die erlittenen Kriegsschäden forderte, wurde auf britische Intervention gar nicht erst zu den Friedensverhandlungen zugelassen. Die iranischen Delegation forderte als Kompensation für die erlittene Kriegsschäden 1 Mio. Toman von Russland, 500.000 Toman von der Türkei und 20.000 Toman (ca. 7.000 britische Pfund) von Deutschland. Die Briten erklärten, sie würden die iranischen Interessen auf der Friedenskonferenz vertreten, was allerdings nicht geschah. Lord Curzon weigerte sich sogar, die iranische Delegation in London zu empfangen.
Unverrichteter Dinge kehrte die Delegation nach Teheran zurück. Die Verhandlungen wurden In Teheran bilateral zwischen der iranischen Regierung und dem britischen Botschafter in Teheran geführt. Am 9. August 1919 wurden zwischen den Vertretern der iranischen und der britischen Regierung der anglo-iranische Vertrag geschlossen, mit dem aus britischer Sicht Iran in die vollständige wirtschaftliche und politische Abhängigkeit von Großbritannien gebracht werden sollte.

## Epilog

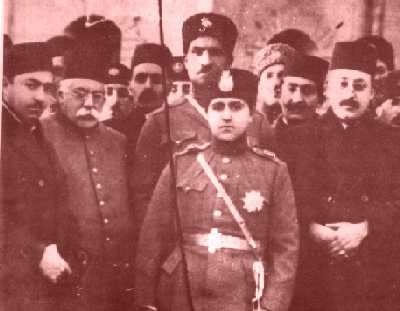
Ahmad Schah, Reza Khan (hinter Ahmad Schah), Abdol Hossein Farmanfarma (links von Ahmad Schah)

Die Hauptleidtragenden der kriegerischen Auseinandersetzungen waren ohne Zweifel die Einwohner Westirans. Mehr als 100.000 Menschen verhungerten. Die Bevölkerung in Hamadan und Kermanschah lebte überwiegend in Höhlen. Die Teppichproduktion, eine der Haupteinnahmequellen, war im Westen Irans völlig zum Erliegen gekommen. Mehr als 10.000 Dörfer hatten keine Einwohner mehr.
Wirtschaftlich stand Iran vor dem Zusammenbruch. Politisch hatte es den Rest an Souveränität an die Briten verloren. Sie kontrollierten die Grenzen in den Irak, nach Russland und nach Afghanistan. Die Telefon- und Telegrafenleitungen wurden von britischen Kräften überwacht. Eine schwarze Liste von Türken, Deutschen und anderen unerwünschten Ausländern wurde von den Briten erstellt. Alle auf dieser Liste genannten Personen mussten Iran umgehend verlassen oder wurden verhaftet.
Ahmad Schah hatte mit dem britischen Botschafter ab August 1918 ein monatliches Gehalt von 15.000 Toman oder 5.000 britischen Pfund ausgehandelt. Die iranische Regierung erhielt monatliche Zuwendungen von 350.000 Toman. Weitere Geldzuwendungen gingen an Geistliche und Kaufleute. Iran wurde faktisch zum britischen Protektorat.

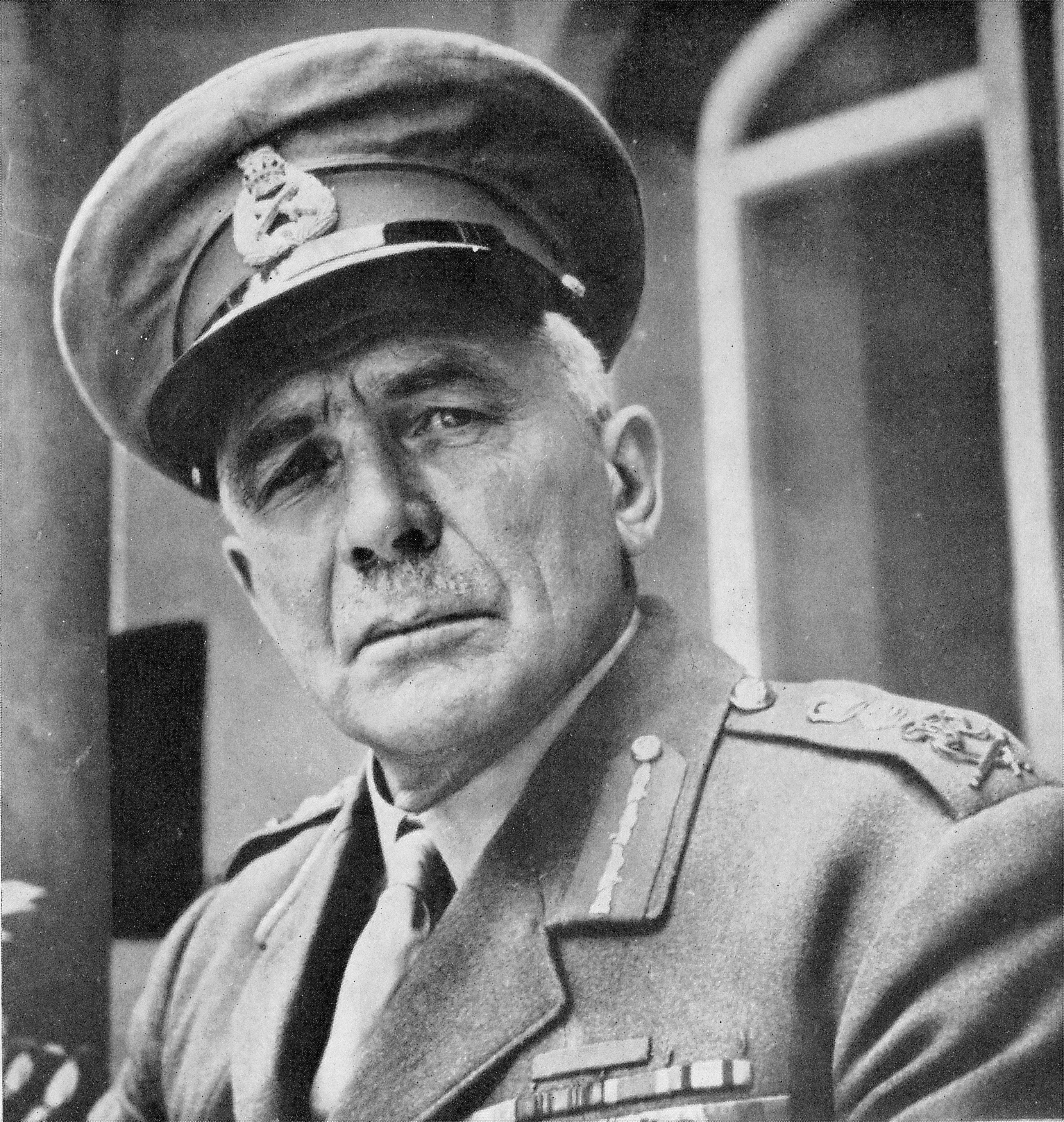
Edmund Ironside

Weder die iranischen Politiker in Teheran noch die Politiker in den persischen Provinzen wollten sich mit den britischen Protektoratsplänen abfinden. Das iranische Parlament verweigerte seine Zustimmung zu dem Abkommen von 1919. Im Norden Irans rief Mirza Kutschak Khan 1920 die Iranische Sowjetrepublik aus. Am 7. April 1920 war die Rote Armee in Iran einmarschiert und hatte weite Teile Nordirans besetzt. Die Auseinandersetzung zwischen in Iran stationierten britischen Truppen und russischen Sowjettruppen drohten sich zu einem neuen Krieg auf iranischem Boden auszuweiten. General Edmund Ironside übernahm im Oktober 1920 das Kommando über die britischen Truppen in Iran (North Persian Forces, Norperforce). Die persischen Kosaken, die immer noch unter der Führung russischer Offiziere kämpften, hatten im Norden Irans gegen die Rote Armee wenig ausrichten können. Es bestand die Gefahr, dass die bolschewistischen Truppen auf Teheran marschieren und die Regierung übernehmen könnten. Für Ironside war klar, dass die russischen Offiziere durch britische Offiziere ersetzt werden müssten, dann mit den South Persian Rifles zusammengeführt und als neue starke persische Einheit unter Führung britischer Offiziere der Roten Armee in Iran entgegenstellt werden sollten.
In einem ersten Schritt wurden die persischen Kosaken aus dem Norden Irans hinter die britischen Linien zurückgezogen und die russischen Offiziere mit einer finanziellen Entschädigung entlassen. Die meisten von ihnen gingen nach Wladiwostok zur Weißen Armee, um gegen die Rote Armee auf russischem Boden weiterzukämpfen. Nach der Ablösung der russischen Offiziere erteilte Ahamd Schah Sardar Homayoun das Oberkommando über die persischen Kosaken. Homayoun war völlig überfordert, worauf Ironside auf die Suche nach einem geeigneten Kandidaten für einen Stellvertreter Homayouns ging. Oberst Smyth, der auf britischer Seite für die Finanzierung der Kosakenbrigade zuständig war, machte ihn mit Reza Khan bekannt. Von den soldatischen Qualitäten Reza Khans beeindruckt entschied Ironside, dass Reza Khan die persische Kosakenbrigade „zumindest zeitweise“ anführen sollte.
Mit dem Putsch von Seyyed Zia al Din Tabatabai und Reza Khan am 21. Februar 1921 änderte sich die weitere Entwicklung Irans grundlegend. Reza Khan, der spätere Reza Schah Pahlavi, verfolgte eine streng nationalistische Politik und versuchte Iran aus der britischen und der russischen Abhängigkeit zu befreien. Er bekämpfte als Oberkommandierender der persischen Kosaken zunächst die separatistischen Bewegungen im Norden, Westen und Süden Irans und stärkte so die Zentralregierung in Teheran. Reza Khan gelang es auch, die russischen und britischen Truppen zum Abzug zu bewegen. Die South Persian Rifles wurden aufgelöst. Ihre Mannschaften in die neue iranische Armee, die nicht von britischen, sondern von iranischen Offizieren befehligt wurde, integriert.
Zum ersten Mal in der neueren Geschichte Irans war es gelungen, alle ausländischen Truppen zum Verlassen Irans zu bewegen. Konsequent baute Reza Schah bis zu seiner mit der anglo-sowjetischen Invasion Irans 1941 erzwungenen Abdankung einen zentral regierten Nationalstaat auf, der nach dem Ende des Zweiten Weltkriegs von seinem Sohn Mohammad Reza Schah bis zu dessen Sturz im Jahre 1979 weiterentwickelt wurde. Der Wunsch Reza Khans, dass nie mehr fremde Mächte das Schicksal Irans bestimmen sollten, sollte unerfüllt bleiben.